# コルマク・コン・ロンガス
コルマク・コン・ロンガス（Cormac Cond Longas、コーマック・コンリンギスとも）は、アルスター物語群の戦士で、コンホヴァル・マク・ネサ王の長子。女王メイヴと王アリルが統治する敵国コノートに亡命した一派で、「コン・ロンガス（追放された者のリーダー）」の綽名がつく。

## 伝承文学

### 流浪組
亡命の発端となったのは、父王がウシュリウ（ウシュナハ）の息子達にたいしておこなった謀殺である。ノイシュら三兄弟の身柄の保証をしたコルマク、フェルグス、ドゥフタハ（『デァドラ物語』の古稿）は、この裏切りを不服とし、国外逃亡した。三人はコノートに身を寄せた流浪組の中核メンバーである。
クーリーの牛争いでは同邦と戦う羽目になるが、フェルグスが父王にたいして剣カラドボルグを両手でふりかぶるのを、コルマクがあわてて制する場面もある。

### 即位と死
コルマクは、コンホヴァル亡き後の次期王にと、本国アルスターから迎えられ、コノートを後にする。ところが、帰途についた一団は、平原で遭遇したコノートの強奪隊と諍いをおこす。勝利するものの、鍛冶師のダ・ホカの館で宿泊していたところ、報復にやってきたコノート軍に襲撃され、壮絶な戦いでコルマクも戦死する（『ダ・ホカの館』）。

課せられた禁忌（ゲシュ）のひとつをやぶると、ひきずられるように次々とやぶることになり破滅をもたらす、という常套モチーフが、『ダ・ホカの館』でももちいられている。コルマクは、竪琴弾きのクラフティネ(Craiftine)の妻シュケンブ(Scenb)と不義密通をかさねていた。竪琴弾きは、コルマクの帰還の一団に随行し、その「穴あき頭の琵琶」（あるいは「頭眠らせの小ハープ」）を携えて、報復を図る。この楽器を聴くことじたいがコルマクには禁忌であった。さらに逢瀬の場所アスローンで待ちうけるその女に、クラフティネの弾奏は禁忌を破るようにしむける楽曲であることを警告される。ところがじつは、コルマクはここにたどり着く前に、馬車を洗う女死神バドヴに遭遇し、「これはそのお迎えの馬車だ」と告げられ、死の宣告をされていた。
ダ・ホカの館では、宿泊するコルマクの一団と、襲撃するコノート軍とのあいだで尋常な勝負による激戦が繰り広げられた。フェルグスが現場に到着すると、事おそかりし、コルマクは埋葬されていた。フェルグスが里親（めのと）として育てたのがコルマクだったのに、女王メイヴの口車に乗せられて、まんまと見殺しにしてしまったのだ。

### コルマクの生みの親
メイヴがコルマクへの心証を悪くしてフェルグスを引き止めるため発した言葉が、「おまえさんを追放した張本人（コンホヴァル）の息子に戴冠させるなんて、さぞ痛快なこったろうね、しかもおまえさんじゃなくてあいつ（コンホヴァル）が、ネスに生ませた子をさ」という揶揄の台詞である。これはコンホヴァルが自分の母親と近親相姦して生ませた子がコルマクだったということを意味している。キナイド・ウア・アルタカーン (975年没)の詩の注釈文でも「コンホヴァルが酔った勢いで母親ネスを妊娠させたゆえにコル・リンガスすなわち「流浪の近親相姦」と呼ばれる」と説いている。別の物語では、コルマクの母親はクロトル(Clothru, Clothra)という名の上王エオヒド・フェドレフの娘、つまりはメイヴ女王の姉妹ともいわれる。

### 所有品
『コンホヴァルの話』によれば Croda という血みどろの盾、あるいは剣をもつ。

　近代創作の中では、この他にも名のある剣や槍を所有する(継承する)と脚色されている。

## 近代創作
グレゴリー夫人 （「デァドリー」の終盤）では、竪琴師クレイフタイン (Craiftine) はアスローンやこの館の近辺に住んでおり、コルマクらの一行が二人の鍛冶師の家（＝ダ・ホカの館）に泊まり、コノートの軍がこれを襲うのを待ち受け、ハープで眠気の曲を奏でてコルマクから起き上がる力すらを奪った、そのためにコルマクは戦死したという設定になっている。
フィオナ・マクラウドの短編だと、コンホヴァルの息子の名はコルマク・コンリナスで、エイリイ(Eilidh) はその子を身ごもるが、夫の竪琴師クレヴィンに露見し、「緑の琴弾き」と呼ばれる妖精から手ほどきを受けたクレヴィンによって二人は破滅する。